# Gonocytisus
Gonocytisus es un género de plantas con flores con tres especies perteneciente a la familia Fabaceae.

## Taxonomía
El género fue descrito por Edouard Spach y publicado en Annales des Sciences Naturelles; Botanique, sér. 3 3: 153. 1845.

## Especies
- Gonocytisus angulatus
- Gonocytisus dirmilensis
- Gonocytisus pterocladus